# Снайфедлсйокудъл
Сна́йфедлсьокюдл (на исландски: Snæfellsjökull) е стратовулкан лежащ под ледена шапка в самия западен край на полуостров Снайфедлснес в Исландия. Височината му е 1446 м над морското равнище. Последното малко изригване се е случило ок.200 г.
Вулканът е една от забележителностите на Исландия и обект на туризъм като от 2001 г. тук е създаден национален парк, чиято най-голяма атракция е вулканът.
Сна́йфедлсьокюдл става най-популярният вулкан на Исландия след като през 1864 г. Жул Верн го избира за мястото на приключенията на героите си в романа си „Пътешествие до центъра на Земята“.
На върха на ледника се виждат два малки комина, които са част от калдерата на върха.